# Eutrope de Saintes
Pour les articles homonymes, voir Eutrope.
Eutrope, en latin : Eutropius, ou saint Eutropy, saint Acropy, saint Acroupy, saint Accroupy, saint Accroupi selon les régions ou prononciations, fut le premier évêque de Saintes. Il a sans doute vécu vers le IIIe siècle ou IVe siècle de l'ère chrétienne.

## Un personnage énigmatique
On sait très peu de choses de lui ; même la date de son épiscopat est incertaine. Sa vie fut confiée à la tradition orale et l'imagination des conteurs en fit peu à peu une véritable légende. Seuls deux Pères de l'Église en font mention : Venance Fortunat qui en parle indirectement et Grégoire de Tours (538-594), qui cite son nom dans une liste d'évêques arrivés en Gaule sous l'empereur Dèce (249-251), et surtout dans l'ouvrage In gloriam martyrum (chap. LVI), écrit vers 590, où Eutrope apparaît comme un martyr. Il ne faut pas le confondre avec saint Eutrope d'Orange.
Texte de Venance Fortunat :
« Quel grand amour te réserve le Seigneur, père  Léonce, voici que les saints t’invitent à restaurer leurs temples.
La demeure  du vénérable prêtre  Eutrope, s’est effondrée, ruinée par la vieillesse.
Ses murs troués ne supportent que des poutres mis à nues, ces dégâts venant, non pas du poids de la toiture, 
mais de la pression des eaux. Une nuit, il (Eutrope) apparait à un ministre durant son sommeil
et il lui apprend que tu dois être le restaurateur (de son église).
Tu mérites ta récompense plus que celui qui te l’a apprise, O bienheureux, envers qui Dieu témoigne un soin attentif.
Maintenant, l’ancien [édifice] a été restauré en mieux,	et la structure ruinée voit renaître la fleur de son âge.
Les années se sont accumulées, cependant elle a l’éclat de la jeunesse,	de sorte que sa vieillesse l’a rajeuni.
Ici, la voûte suspend dans les airs ses sculptures ciselées, et le bois produit des jeux que donne habituellement la peinture.
La muraille simulant de nombreuses figures, est désormais couverte de peintures;
Jadis, dépouillée de toute décoration, la voila resplendissante de couleurs.
Cet évêque (Eutrope) fut le premier de la ville de Saintes, et à toi qui répares (son église), il t’a donné à juste titre la primauté.
Désormais le saint repose dans son temple, où il habite en paix, et il rend ainsi honneur, en retour, à son restaurateur. »
Texte de Grégoire de Tours :
« De saint Eutrope.
 
Eutrope, également martyr de la ville de Saintes, fut envoyé, rapporte-t-on, en Gaule par le bienheureux évêque Clément, qui le consacra par la grâce de l’ordination pontificale. Après avoir rempli sa mission [d’évêque] et prêché aux incroyants, il vit s’élever contre lui les païens, à qui l’auteur de la chute ne voulut pas permettre de croire ; il fut frappé à la tête et repose dans la victoire. Mais, en raison de la persécution qui régnait, il ne fut pas enseveli dignement, et les chrétiens ne purent pas lui rendre les honneurs qui con-venaient. On oublia alors complètement qu’il avait été martyrisé. Voici comment cela fut révélé. Bien longtemps après, une basilique fut construite en son honneur, et dès qu’elle fut achevée, Palladius, qui était l’ordinaire du lieu, convoqua les abbés et fit transporter les cendres dans le lieu qui leur avait été préparé. Quand cela fut fait, deux des abbés ayant soulevé le couvercle, examinèrent le corps saint et découvrirent une cicatrice à la tête, à l’endroit où le tranchant de la hache avait frappé. Mais pour que ceci n’eût pas été vu en vain, il s’y joignit bientôt un enseignement céleste : la nuit suivante, alors que les membres du clergé dormaient tranquillement, il [Eutrope] apparut à deux d’entre eux et leur dit : c’est par la cicatrice que vous avez vue sur ma tête qu’a été consommé mon martyr. Ainsi, les peuples reconnurent par là qu’il était martyr ; car on ne possédait pas l’histoire de sa passion. »
Durant la période médiévale puis aux XVe – XVIe siècles, de nombreuses vies d'Eutrope sont rédigées. Louis Audiat, savant saintongeais, les étudia au XIXe siècle. Plus encore qu'un personnage énigmatique, saint Eutrope devint un personnage légendaire dans les nombreuses vies qu'on écrivit sur lui et dans les poèmes qui lui sont dédiés ; citons par exemple Juillard du Jarry qui écrivit de lui en 1715 :
« Un fameux martyr, par des actes célèbres,
Des peuples abusés dissipa les ténèbres.
Eutrope, par saint Pierre envoyé dans les lieux,
Vint lever le bandeau qui couvrait tous les yeux. »

## Sa vie

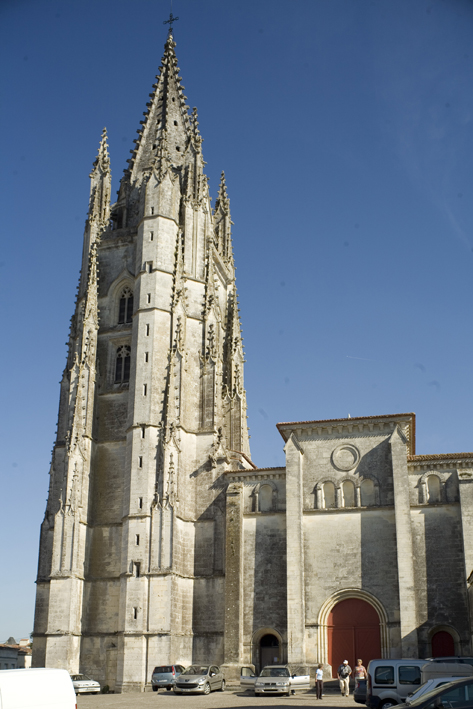
Façade de la basilique Saint-Eutrope à Saintes.

Il existe de nombreuses légendes sur la vie de saint Eutrope de Saintes. Louis Audiat, un savant saintongeais les étudia au XIXe siècle. Toutes ces légendes, se basant les unes sur les autres, n'ont souvent aucun fondement historique, et au fil du temps, les différents auteurs ajoutent de plus en plus de détails et même de personnages autour du saint. Le plus explicite de ces ajouts est sainte Eustelle qui apparaît dans les premiers textes légendaires comme la principale disciple d'Eutrope, vierge consacrée et qui finit même par devenir une martyre, alors que son existence n'est attestée dans aucun texte antique.
La plus ancienne des sources connue est dans le Codex Calixtinus où Aimery Picaud offre aux pèlerins de Saint-Jacques de Compostelle une vie de ce grand saint : 
 Eutrope, d'origine perse (l'actuel Iran), est le fils du roi Xerxès. Attiré en Palestine par la réputation de Jésus, il y rencontre Martial, qui deviendra le premier évêque de Limoges puis son saint patron ; la légende en fait en outre le treizième apôtre. Il assiste à la multiplication des pains et des poissons, puis à l'entrée triomphante de Jésus à Jérusalem, qu'on célèbre le jour des Rameaux. Apprenant que le Christ est arrêté, il retourne en Perse pour y lever une armée qui pourrait le secourir. Or, Jésus meurt avant qu'il ait pu regrouper ses soldats. Il ordonne alors le massacre des juifs de son pays et rejoint ensuite les apôtres et les premiers disciples, puis il part évangéliser l'Europe. Saint Pierre l'envoie alors à Saintes, grande ville romaine de Gaule. D'après certaines légendes, il arriva en Europe dans la barque qui déposa Marthe et Marie-Madeleine aux Saintes-Maries-de-la-Mer. 
Pour d'autres encore, il fit le voyage avec saint Denis, qui évangélisa Paris ou avec saint Martial, ou saint Pierre. Dès son arrivée à Saintes, il s'installe dans les quartiers pauvres. Il convertit alors de nombreuses personnes, dont la princesse Eustelle ou Estelle, fille d'un gouverneur romain, baptisée à treize ans. Son père la renie alors ; elle vit ensuite près de l'évêque. Or, ce gouverneur, ne supportant pas l'idée que sa fille serve un chrétien, offre 150 livres à des bandits pour qu'ils suppriment le fauteur de troubles. Ces hommes provoquent alors une émeute de 2 000 personnes et font lapider l'évêque. Un homme frappe à coups de hache la tête de l'évangéliste, qui s'ouvre alors. Eustelle et les disciples du saint recueillent son corps la nuit suivante et l'enterrent dans le jardin d'Eustelle. Ce tombeau devint un lieu de vénération et, dit-on, de miracles. Eustelle, décapitée sur ordre de son père, fut enterrée auprès d'Eutrope.

## Son tombeau

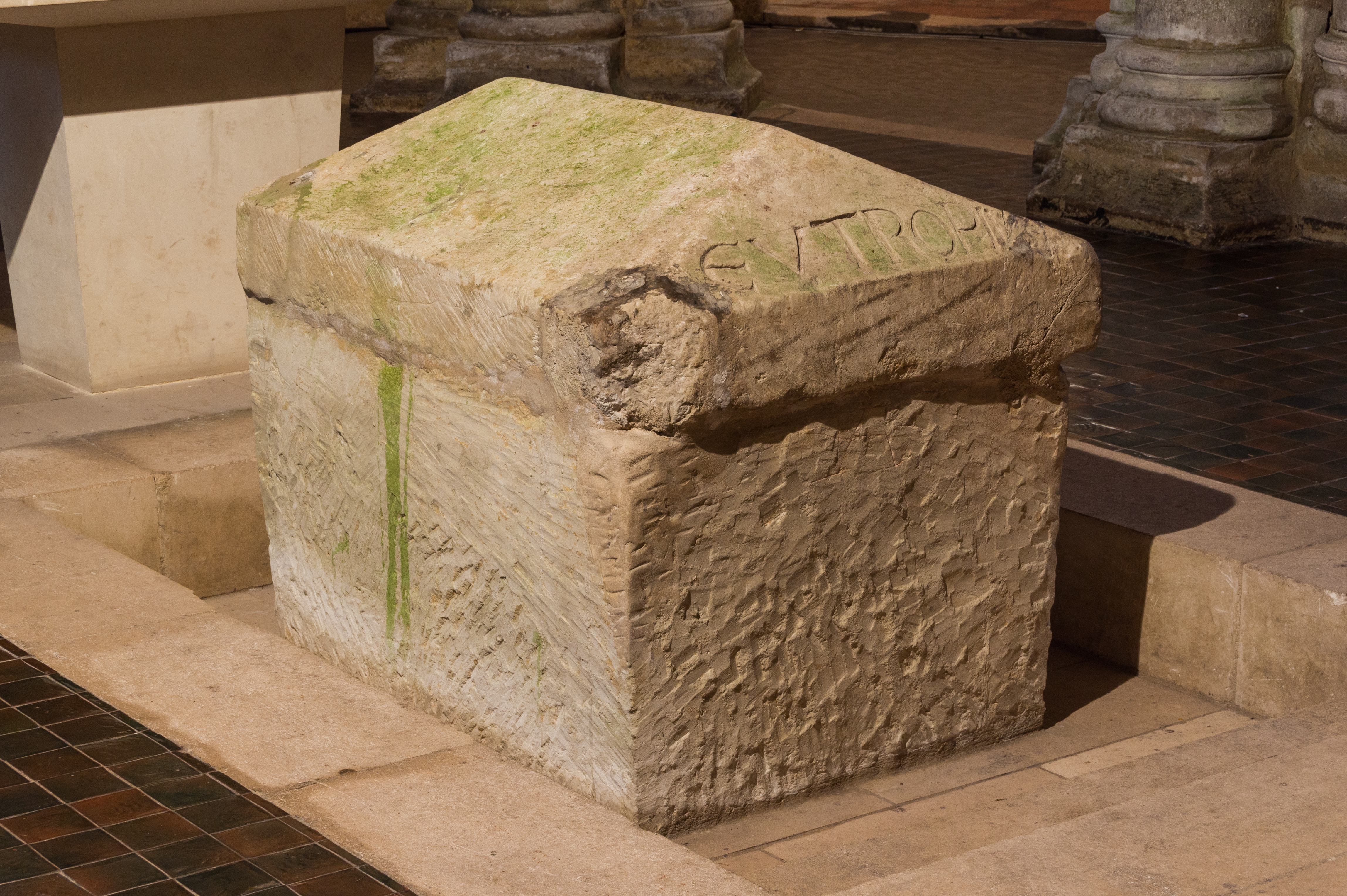
Tombeau de saint Eutrope, basilique Saint-Eutrope, Saintes.

Quelques siècles après la mort d'Eutrope, sous l'épiscopat de Pallais, les restes du saint furent retrouvés grâce à un songe, et l'on put vérifier que c'était bien le crâne d'Eutrope, par la trace du coup de hache, marqué dans l'os. Eutrope confirma lui-même cette découverte (raconte Palladius) en apparaissant en songe à nouveau et disant « Cette cicatrice que vous avez vue sur mon crâne est celle qui m'a fait martyr. »
C'est en 1842 que l'on retrouva dans la crypte de la basilique Saint-Eutrope de Saintes, un sarcophage, marqué du nom d'EUTROPIUS, et contenant les os de plusieurs personnes, attribués à Eutrope et Eustelle ; mais le crâne d'Eutrope, lui, avait toujours été conservé ailleurs et avait même pas mal voyagé, entre Bordeaux et Saintes, puis caché pendant la Révolution française et rendu au prieur de Saint-Eutrope de Saintes.
En 1805, le curé de Saint-Eutrope commanda à Isaac Goguet, un orfèvre protestant, un buste reliquaire en argent destiné à recueillir le crâne de saint Eutrope. Ce buste n'est visible qu'à de rares occasions (fête de Saint-Eutrope, journées du Patrimoine).

## Son culte dans la France actuelle: églises et monuments
On trouve de nombreuses églises portant le nom de ce saint dans le centre-ouest et le sud-ouest de la France (anciennes provinces du Poitou, du Limousin, de l'Aunis, de la Saintonge, de l'Angoumois, du Périgord...). La liste qui suit ne prétend pas être exhaustive ; elle montre simplement l'étendue de la région touchée par la légende de ce saint. La vitalité de son culte est particulièrement marquée en Saintonge depuis le XIXe siècle.
- La basilique Saint-Eutrope de Saintes porte son nom et renferme son tombeau. Son culte fait l'objet d'une procession autour de ses reliques la dernière semaine d'avril.
- On trouve dans Les Salles-Lavauguyon, un bourg de l'ouest du Limousin, une église Saint-Eutrope, superbe édifice roman, où des fresques représentent notamment des scènes de la vie du saint.

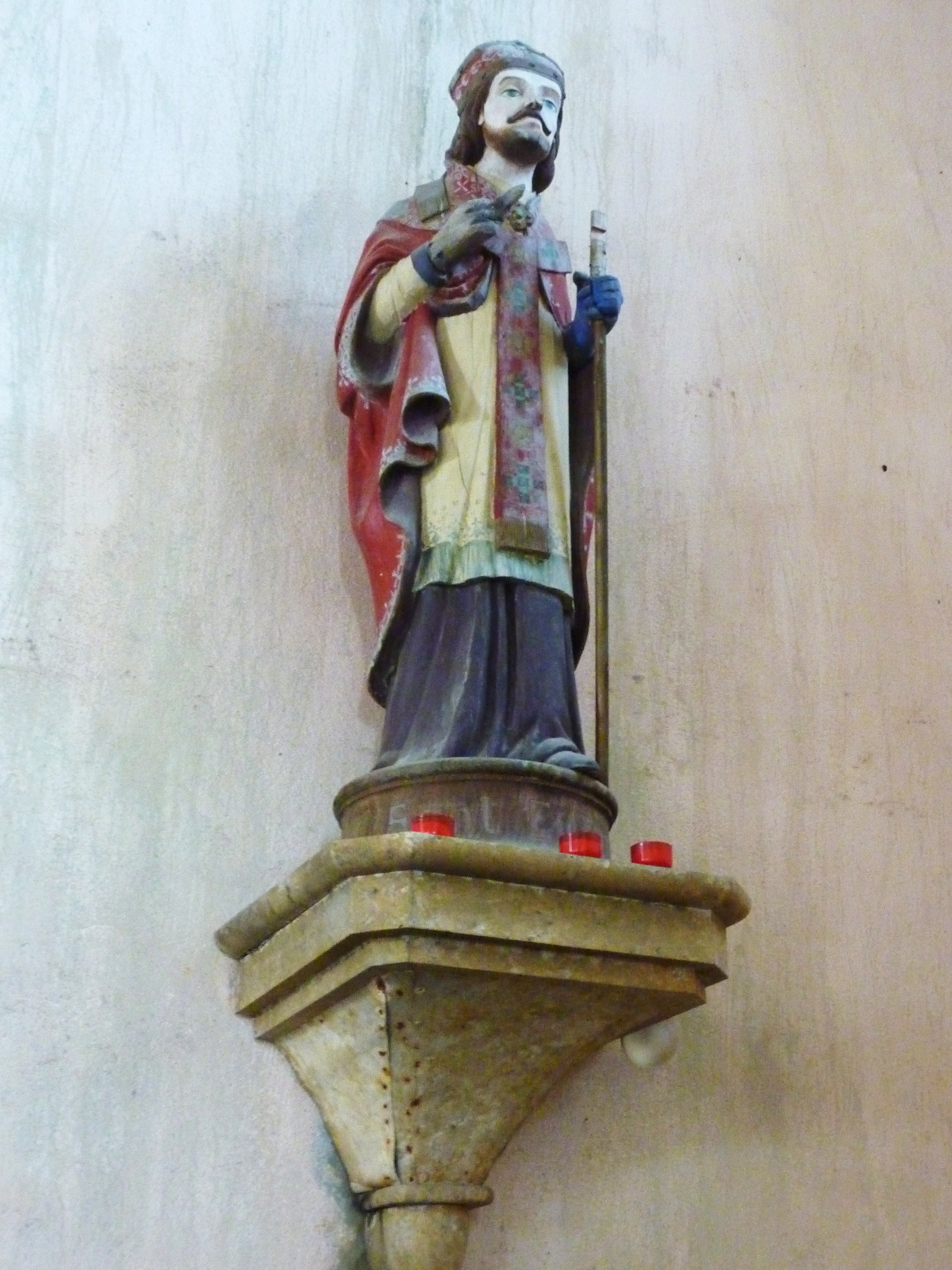
L'église Saint-Eutrope-et-Saint-Isidore de Botmeur : statue de saint Eutrope.

- Un bourg de Charente porte lui-même le nom de Saint-Eutrope.
- L'église des Portes, sur l'île de Ré, est dédiée à saint Eutrope.
- L'église Saint-Eutrope de Biron, de style roman saintongeais, dont la construction remonte au XIIe siècle.
- L'église du XIIe siècle de Lusignac en Dordogne est dédiée à saint Eutrope et est inscrite aux monuments historiques depuis 1947.
- L'église paroissiale Sainte-Eutrope de Fontannes en Haute-Loire, bourg où une fontaine également lui est dédiée[6].

Son culte s'est répandu de manière plus surprenante en Bretagne : la tradition dit que c'est un noble breton, Maurice de Kerloaguen, seigneur de Rosampoul, qui fut gouverneur de Saintonge, qui introduisit dans cette province le culte de ce saint. Dès 1442 est édifiée par Louise Beschet ou Béchet, épouse du seigneur de Rosampoul, la chapelle de Saint-Eutrope, devenue ensuite église paroissiale de Saint-Eutrope, dans l'actuelle commune de Plougonven (Finistère). La chapelle fut « dédiée au glorieux évêque de Saintes parce que Louise Béchet était la fille du sieur des Landes au pays de Saintonge ». Cette chapelle devint rapidement un centre de dévotion (dès 1474 une bulle pontificale accorde 100 jours d'indulgences à qui visitera la chapelle). À partir de là, le culte de ce saint pourtant sans attaches bretonnes s'est répandu. Le diocèse de Quimper célébra la fête de saint Eutrope jusqu'en 1542, date à laquelle ce culte s'interrompit, « ce saint étant étranger au diocèse », mais il continue à être vénéré dans certaines paroisses jusqu'à nos jours (liste non exhaustive) :
- L'église Saint-Eutrope-et-Saint-Isidore à Botmeur (Finistère).
- L'église Saint-Eutrope (église paroissiale) sur la commune de Plougonven dont le pardon est célébré le premier dimanche du mois de mai.
- Une chapelle à Pencran dans le Finistère porte son nom.
- Un vitrail lui est consacré dans l'église de Tréhorenteuc dans le Morbihan.
- L'église de Penmarch en possède une statue.
- Une chapelle (disparue) lui était consacrée à Rosnoën, ainsi qu'au Faou[9].
- La chapelle Notre-Dame-de-Bonne-Nouvelle à Locronan lui est dédiée.
- La chapelle de saint Eutrope sur la commune de Allaire dans le Morbihan.
- L'église paroissiale de Saint-Thurial (Ille-et-Vilaine) abrite une statue de saint Eutrope[10].
- La chapelle Saint-Eutrope de l'hôpital Fremeur de Quimperlé.
- Deux chapelles successives[11] ont été consacrées à saint Eutrope à Langourla (Côtes-d'Armor). Il ne subsiste qu'une partie de la seconde, nommée maintenant Tour Saint-Eutrope.

Son culte existe aussi dans le reste de la France :
- une chapelle Saint-Eutrope (détruite) à la Bazouge-de-Chemeré.
- Une chapelle, à Angers, en Maine-et-Loire, porte aussi son nom.
- Une église à Montpollin en Maine-et-Loire est dédiée à saint Eutrope. Le Prieuré de Montpollin a été donné en 1047 à l'Abbaye de Saintes par Geoffroy Martel comte d'Anjou et sa femme Agnès. L'abbesse de Saintes céda le prieuré en 1744 à Gédéon Ridouet de Sancé. À la révolution le territoire du prieuré devint la commune de Montpollin.
- La chapelle Saint-Eutrope au faubourg de la Croix-couverte à Sainte-Suzanne (Mayenne), qui abritait une statue du saint, porte ce nom, sans doute en lien avec le passage de Henri II Plantagenêt au camp de Beugy au XIIe siècle. La statue est à présent dans l'église du village. Une croix incluant une statuette, incrustée dans le mur derrière le retable de 1706, a été découverte lors des travaux de restauration de la chapelle et du retable en 2016.
- L'église de Salviac, dans le Lot, possède une chapelle importante dédiée à saint Eutrope.
- L'église paroissiale de Saint-Eutrope-de-Born (Lot-et-Garonne) est dédiée à saint Eutrope[12].
- La chapelle Saint-Eutrope à Castanet-le-Haut, dans l'Hérault, est le but d'un pèlerinage annuel chaque 30 avril.
- L'église Saint-Eutrope des Esseintes en Gironde abrite une statue du saint tenant Estelle par la main.
- Une église Saint-Eutrope, de style néogothique, à Clermont-Ferrand.
- Dans les Landes, près de Luxey et de Callen, une fontaine est dédiée à saint Eutrope. Tous les ans au 1er mai, une fête y est organisée en l'honneur du saint.
- Une église Saint-Eutrope, à Miremont.
- Favars fête chaque 1er mai la Saint-Eutrope, le saint patron de sa paroisse[13].
- Un ancien couvent était dédié à saint Eutrope à Saint-Germain-lès-Arpajon (Essonne). Il aurait été fondé par Jeanne de Navarre, épouse du roi Philippe le Bel, qui avaient tous les deux une dévotion particulière pour saint Eutrope[14]. Le couvent et l'hôpital attenant restèrent en fonction jusqu'à la Révolution française[15].
- Un buste-reliquaire de saint Eutrope se trouve dans l'église paroissiale de la Transfiguration-de-Notre-Seigneur à Perpezac-le-Blanc en Corrèze. Saint Eutrope, barbu et moustachu, est représenté en évêque vêtu d'une mitre brune, d'une courte cape et d'un gilet boutonné. La statue date du XVIIe siècle[16].
- L'église paroissiale Saint-Eutrope de Villefranche dans l'Yonne.
- L'église paroissiale Saint eutrope de Reygade dans la Corrèze
- La chapelle Saint-Eutrope, située dans le parc du château de Bertichères sur la commune de Chaumont-en-Vexin dans l'Oise. Son culte fait l'objet d'un pèlerinage chaque année la dernière semaine d'avril. Une messe y est célébrée.

## Galerie

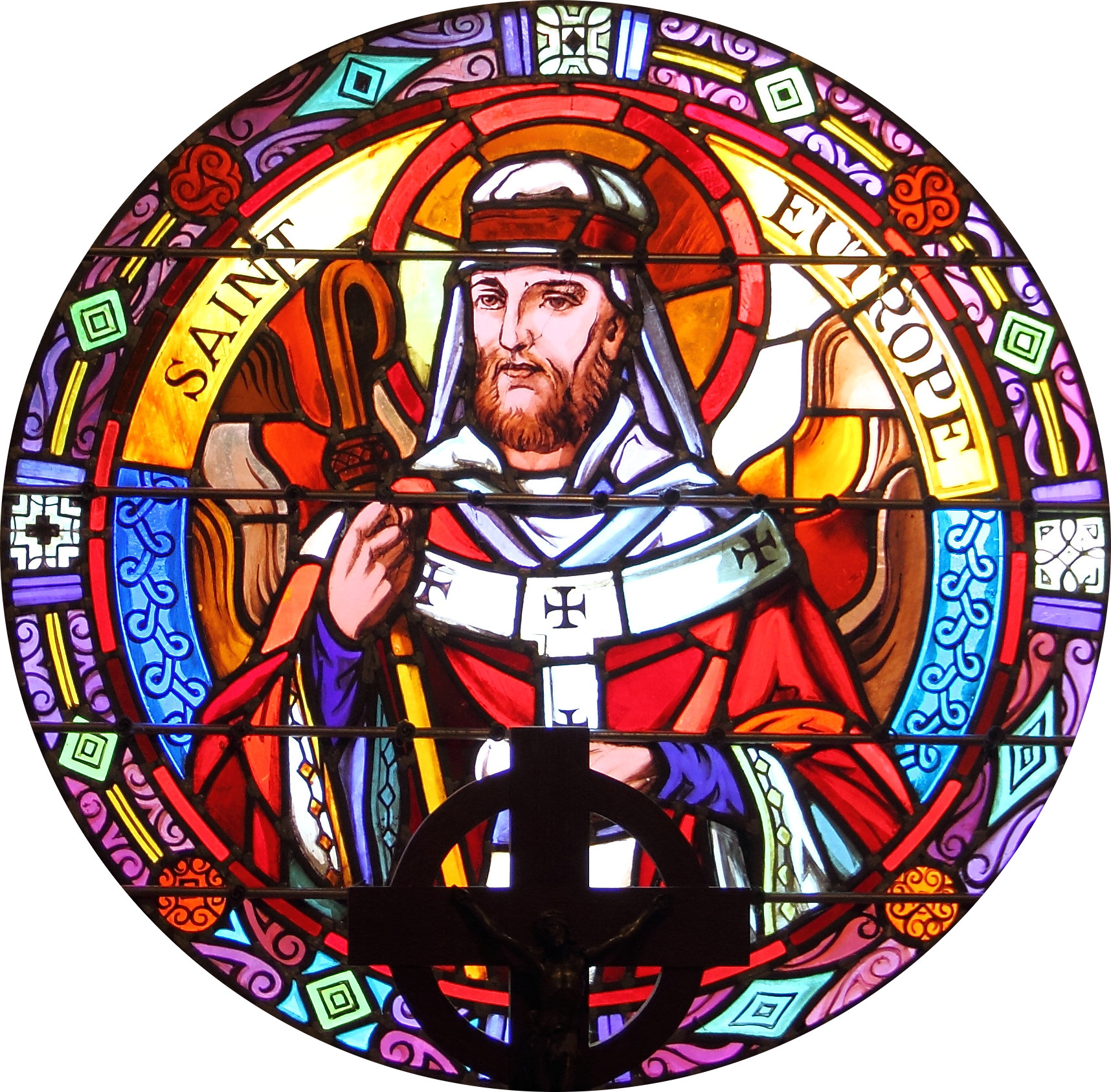
Église de Tréhorenteuc (56).
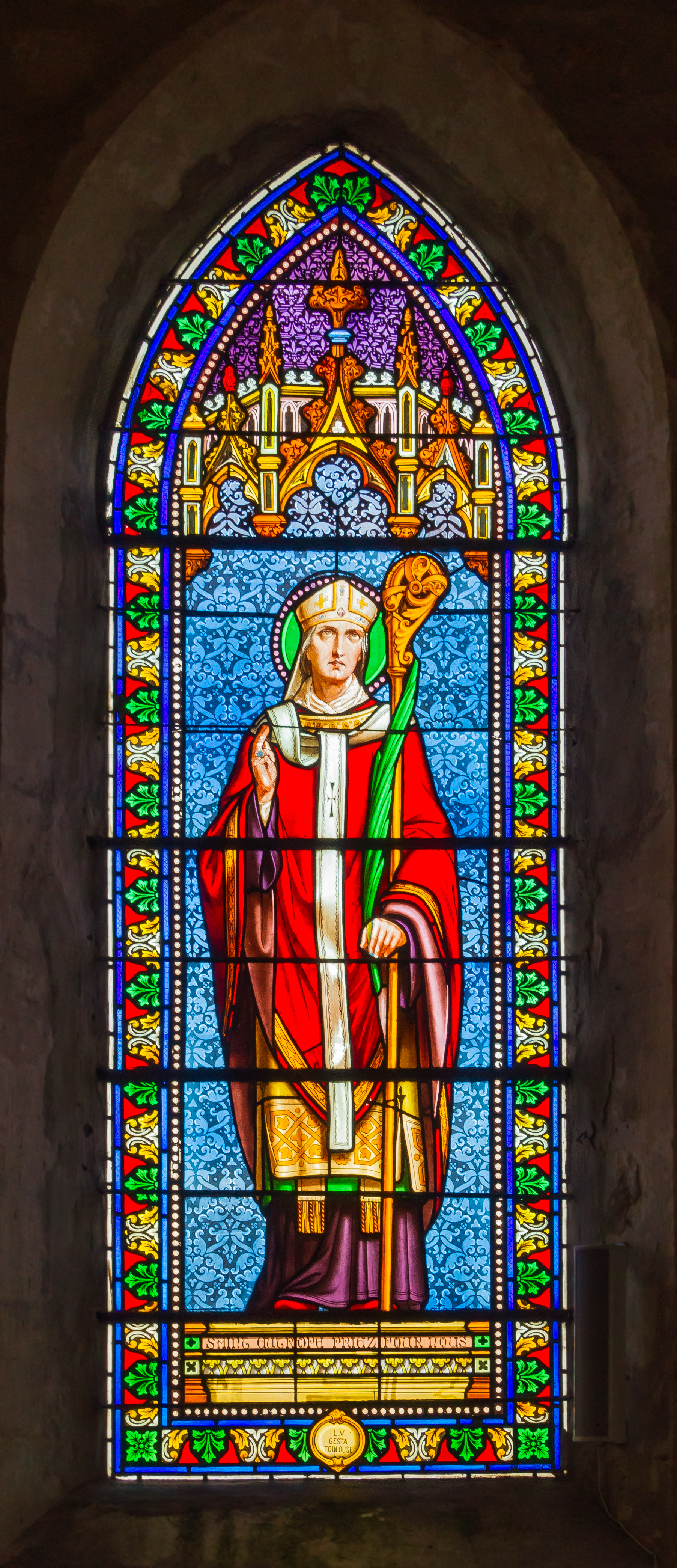
Église de Marsilly (17).
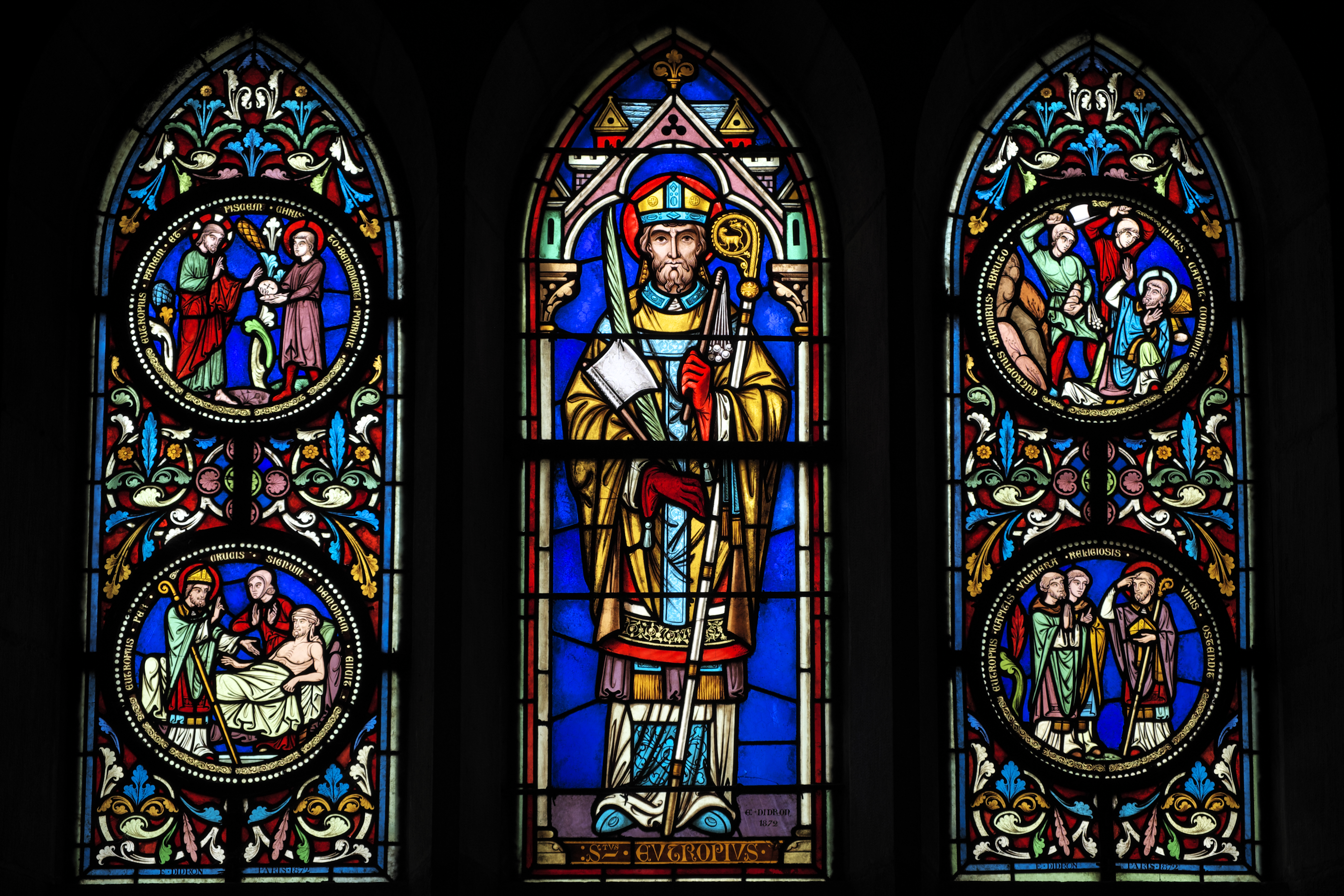
Église de Sens (89).
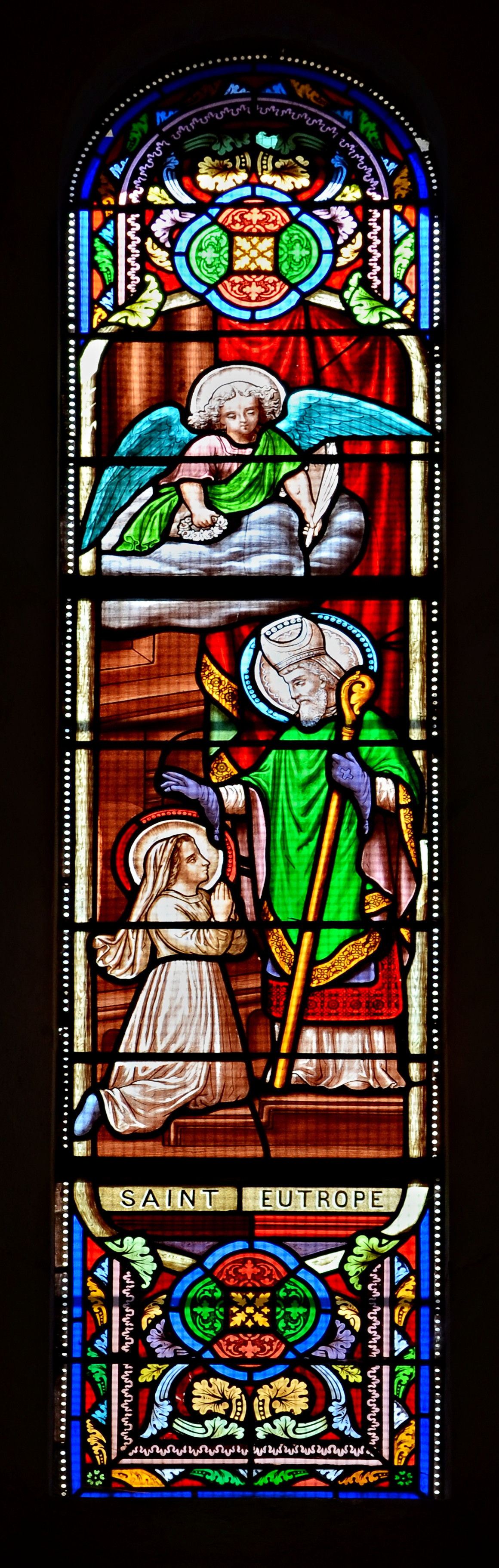
Vitrail représentant saint Eutrope et sainte Eustelle (XIXe siècle), possible œuvre de Jean Besseyrias dans l'église des Mathes (17).

### Articles liés
- Liste des évêques de Saintes